# Нуайе-Пон-Можи
Нуайе́-Пон-Можи́ (фр. Noyers-Pont-Maugis) — коммуна во Франции, находится в регионе Шампань — Арденны. Департамент коммуны — Арденны. Входит в состав кантона Западный Седан. Округ коммуны — Седан.
Код INSEE коммуны — 08331.
Коммуна расположена приблизительно в 210 км к северо-востоку от Парижа, в 90 км северо-восточнее Шалон-ан-Шампани, в 21 км к юго-востоку от Шарлевиль-Мезьера.

## Население
Население коммуны на 2008 год составляло 718 человек.
| 1962 | 1968 | 1975 | 1982 | 1990 | 1999 | 2008 |
| ---- | ---- | ---- | ---- | ---- | ---- | ---- |
| 794  | 902  | 904  | 795  | 738  | 712  | 718  |

## Администрация
| Период | Период | Фамилия    | Партия | Должность |
| ------ | ------ | ---------- | ------ | --------- |
| 2001   | 2008   | Иван Мёнье |        |           |
| 2008   |        | Роже Вьяр  |        |           |

## Экономика
В 2007 году среди 460 человек в трудоспособном возрасте (15—64 лет) 331 были экономически активными, 129 — неактивными (показатель активности — 72,0 %, в 1999 году было 67,7 %). Из 331 активных работали 303 человека (164 мужчины и 139 женщин), безработных было 28 (12 мужчин и 16 женщин). Среди 129 неактивных 43 человека были учениками или студентами, 48 — пенсионерами, 38 были неактивными по другим причинам.

## Достопримечательности
- Церковь Сент-Илер XIX века, построена на месте старой церкви XIII века
- Церковь Нотр-Дам 1897 года
- Некрополь[фр.] — немецкое военное кладбище